# Ismael Zambada Imperial
Ismael Zambada Imperial (Culiacán, Sinaloa, 1984), más conocido como «El Mayito Gordo», es un ex narcotraficante y miembro de alto rango del Cártel de Sinaloa. Es el tercer hijo varón del jefe de la droga Ismael «El Mayo» Zambada García y fue un integrante confiado de su operación de exportación de estupefacientes a los Estados Unidos. 
Zambada Imperial se involucró en el narcotráfico desde su adultez temprana por influencia de su padre, y junto a él, sus medio hermanos y varios subalternos, estableció y empleó rutas para el transporte de marihuana, cocaína y metanfetamina a Norteamérica, específicamente al sur de California. Su principal base de operaciones se encontraba en la capital sinaloense de Culiacán, y en esta ciudad contaba con la protección del grupo delincuencial conocido como Los Ántrax, y estaba especialmente apegado a su primo y guardaespaldas personal Eliseo Imperial Castro, «El Cheyo Ántrax» y al líder del equipo José Rodrigo Aréchiga Gamboa, «El Chino».Fue capturado por la Guardia Nacional en El Salado en 2014, y tras su extradición a San Diego, fue condenado a nueve años de prisión en 2022, de los cuales ya había cumplido la mayor parte bajo detención, por lo que quedó en libertad el mismo año.